# 재러드 보언
재러드 보언(영어: Jarrod Bowen, 1996년 12월 20일 ~ )은 잉글랜드의 축구 선수로 현재 웨스트햄 유나이티드에서 윙어 겸 공격수로 활약하고 있다.

## 클럽 경력

### 헤리퍼드 유나이티드
1996년 12월 20일 헤리퍼드셔주 레민스터에서 태어나 10살 때 애스턴 빌라에 등록하러 갔다가 떨어진 뒤 고향팀인 헤리퍼드 유나이티드에 입단했으나 구단의 경영난으로 인해 2014년 구단에서 방출되었다.
그리고 카디프 시티에서 6개월간 머물렀으나 정식으로 입단하지 못했고 이후 이미 해체된 헤리퍼드 유나이티드가 헤리퍼드 FC로 재창단하면서 고향팀으로 복귀한 뒤 2013-14 시즌 잉글랜드 내셔널리그 8경기 1골 1어시스트를 기록했다.

### 헐 시티
2013-14 시즌 이후 프리미어리그의 헐 시티와 3년 계약을 체결한 직후 U-18팀을 거쳐 U-21팀으로 승격된 뒤 2015-16 시즌 프리미어리그 U-21컵 준우승에 공헌한 활약을 지켜보던 마이크 펠런 감독의 눈에 띄어 엑서터 시티와의 2016-17 시즌 EFL컵 2라운드 경기에 선발로 출전하여 어시스트를 기록하며 팀의 3-1 승리와 함께 구단 역사상 EFL컵 4강 진출에 일조하는 등 2016-17 시즌 공식전 9경기에 출전했다.
그 후 팀이 EFL 리그 원으로 강등당한 2019-20 시즌까지 공식전 122경기 54골을 터뜨렸고 특히 EFL 챔피언십 2018-19 시즌 46경기 22골로 리그 득점 랭킹 공동 6위에 이름을 올리는 등 리그에서만 124경기 52골을 터뜨리며 헐 시티의 에이스로 맹활약했다.

### 웨스트햄 유나이티드
2019-20 시즌에서도 EFL 챔피언십 최다 공격포인트를 기록하는 등 헐 시티의 에이스로 활약을 이어나가면서 이적설이 나돌기 시작했고 결국 프리미어리그의 웨스트햄 유나이티드가 약 400억원을 긴급 입찰한 끝에 약 257억원을 입찰한 크리스털 팰리스를 따돌리고 5년 6개월 계약 합의를 이뤄내며 마침내 프리미어리그 이적을 성사시켰다.
그 뒤 프리미어리그 2019-20 시즌 13경기에서 1골 4어시스트를 기록하며 팀의 공격에 큰 힘을 실어주었고 2020-21 시즌에서는 공식전 40경기 8골을 터뜨리며 팀내 득점 랭킹 4위에 올랐고 2021-22 시즌에서도 공식전 51경기 18골을 터뜨리며 2021-22년 UEFA 유로파리그 4강 진출을 이끈 뒤 2022-23 시즌에서도 공식전 54경기 13골을 기록했고 특히 2022-23년 UEFA 유로파컨퍼런스리그에서 12경기 6골을 터뜨리며 웨스트햄의 2000년대 이후 첫 유럽 클럽 대항전 정상 탈환을 이끌었다.

## 수상 및 주요 성적

### 클럽
헐 시티
- EFL컵 : 4강 (2016-17)

웨스트햄 유나이티드
- UEFA 유로파리그 : 4강 (2021-22)
- UEFA 유로파컨퍼런스리그 : 우승 (2022-23)

### 개인 수상
- 헐 시티 서포터 선정 올해의 선수 : 2017-18
- 헐 시티 선수 선정 올해의 선수 : 2017-18
- 헐 시티 올해의 선수 : 2017-18
- EFL 이달의 영플레이어 : 2017년 8월
- EFL 챔피언십 이달의 선수 : 2018년 12월, 2019년 11월
- EFL 챔피언십 올해의 팀 : 2018-19
- 웨스트햄 유나이티드 선수 선정 올해의 선수 : 2021-22
- UEFA 유로파컨퍼런스리그 올해의 팀 : 2022-23